# 鳥居宏次
鳥居 宏次（とりい こうじ、1938年8月30日 - ）は、日本の計算機科学者。国立大学法人・奈良先端科学技術大学院大学特任教授。大阪府東大阪市出身。

## 概要
ソフトウェア作成の観察実験など、数値化を重視した実証的といわれるソフトウェア工学の研究をしたという評価がある。
2006年、情報化月間推進会議（議長：児玉幸治・日本情報処理開発協会会長）が表彰する『平成18年度情報化促進貢献個人表彰』において『経済産業大臣表彰（情報化促進部門）』を受ける。表彰理由は「エンピリカルソフトウェア工学を提唱し、ソフトウェア工学に関する国際的な研究組織の創設に主導的な役を果たす。文部科学省「データに基づくソフトウェア開発支援システム（EASEシステム）」プロジェクトにおいて研究代表者を務め、産業界と学会との連携の枠組みの構築に大きく寄与」となっている。
ACMフェロー、IEEEフェロー、情報処理学会フェロー、電子情報通信学会フェロー。

## 経歴
- 1957年 大阪府立高津高等学校卒業。
- 1962年 大阪大学工学部電子工学科卒業。
- 1967年 大阪大学大学院工学研究科博士課程終了。博士論文は「形式言語に関する研究」[1]
- 通商産業省工業技術院電気試験所（現・電子技術総合研究所）などを経る
- 1984年大阪大学基礎工学部教授。
- 1991年 奈良先端科学技術大学院大学情報科学研究科教授に就任。
- 2001年～2005年　同上　第3代学長。

## 著書
- プログラム・テスト法 (1974年)
- Peter J.Brown 著「マクロ・プロセッサとンフトウエアの移植性」共訳（1977年、近代科学社）：復刊ドットCOMに登録あり。http://www.fukkan.com/fk/VoteDetail?no=40753
- 構造的プログラム設計の原理 (1985年）
- Ada―移植性とプログラミング・スタイル(1989年）共訳, ISBN 978-4764901575
- ソフトウェア工学大事典 (1998年初版、2007年再版）翻訳、朝倉書店、ISBN 978-4254121698
- ソフトウェア開発におけるエンピリカルアプローチ(アスキー ：2008年), ISBN 978-4756151230